# Trudy Labij
 (octobre 2018).
Trudy Labij, de son vrai nom Adriana Geertruida Labij, née le 2 août 1943 à La Haye, est une actrice néerlandaise.

## Filmographie

### Cinéma
- 1968 - De vuurproef
- 1971 - Wat Zien Ik!? (nl)
- 1973 - Geen paniek (nl)
- 1986 - In de schaduw van de overwinning (nl)
- 1988 - Shadowman
- 1988 - Maurits en de feiten
- 1990 - The Nutcracker Prince
- 2004 - Erik of het klein insectenboek (nl)
- 2004 - Feestje! (nl)
- 2007 - Sekssomnia
- 2011 - Dolfje Weerwolfje (nl)
- 2018 - All You Need Is Love (nl)

### Téléfilms
- 1968 : Joop ter Heul
- 1969 : Tot de dood ons scheidt
- 1970 : De baron von Münchhausen!
- 1971 : Klatergoud
- 1974 : Waaldrecht (nl)
- 1975/1977 : Pleisterkade 17
- 1979 : De late late Lien show
- 1991 : Jaloezieën - Rosa Oudshoorn
- 1992 : Recht voor zijn Raab
- 1992/1994 : Zonder Ernst (nl)
- 1994 : 12 steden, 13 ongelukken (nl)
- 1996 : Consult
- 2000 : Wildschut & De Vries (nl)
- 2001 : All Stars (nl)
- 2002 : Sinterklaasjournaal (nl)
- 2004 : Baantjer
- 2007 : Keyzer & De Boer Advocaten
- 2013 : Charlie
- 2015 : Familie Kruys (nl)

## Théâtre
- 1965 : De vervolging van en de moord op Jean Paul Marat
- 1965 : Dylan Thomas
- 1966 : Droom van een midzomernacht (nl)
- 1966 : Lessen in laster
- 1966 : Voorjaarsontwaken
- 1966 : De meteoor
- 1967 : De stunt
- 1967 : Tussen paard en stier
- 1967 : Prometheus
- 1967 : De vrouwen van Troje
- 1969 : 'Er zit een haar in m'n soep
- 1970 : Vlinders zijn vrij
- 1970 : Spring uit het raam schat, we gaan trouwen
- 1971 : Promotie! Promotie!
- 1973 : Op blote voeten in het park
- 1975 : De broek
- 1975 : De snob
- 1976 : Jukebox 2008
- 1977 : Foxtrot
- 1979 : Er valt een traan op de tompoes
- 1981 : Madam
- 1982 : Victor, of De kinderen aan de macht
- 1983 : De vrek
- 1983 : De Rode Herberg
- 1984 : Oom Wanja
- 1984 : De Thuiskomst
- 1984 : Doctor Nero
- 1985 : Heden Christine
- 1985 : Faust I & II
- 1986 : Wilt u es boven komen, mevrouw
- 1986 : Hooikoorts
- 1986 : Ons kent ons
- 1987 : Amphitryon
- 1987 : Faëton
- 1988 : Een zaak van de familie
- 1988 : Happy End
- 1989 : Vrouwen voor rivierlandschap
- 1989 : Op hoop van zegen
- 1989 : Macbeth
- 1990 : Zomergasten
- 1990 : Kat op een heet zinken dak
- 1991 : Private Lives
- 1992 : We hebben samen een paard
- 1993 : Nu sijt wellecome
- 1995 : Eva Bonheur
- 1995 : De woonboot
- 1996 : Jorrie en Snorrie
- 1996 : Stomme koe!
- 1998 : Ionesco / Jalta
- 1998 : Ja, ja, de liefde
- 1999 : Er valt een traan op de tompoes
- 2000 : Spotgeesten
- 2001 : Shirley Valentine
- 2002 : Extra editie - Purper
- 2004 : La Bij
- 2004 : De vrouw die haar man opvrat
- 2005 : Als op het Leidseplein...
- 2006 : La vie parisienne
- 2007 : Zes danslessen in zes weken
- 2009 : Sonneveld voor altijd!